# 오하시 히사시
오하시 히사시(일본어: 大橋 尚志, 1996년 12월 1일 ~ )는 일본의 축구 선수이다.

## 구단 경력
그는 2015년부터 J리그의 가시마 앤틀러스, 츠바이겐 가나자와, 오미야 아르디자에서 뛰었다.